# Niverolle de Henri
Montifringilla henrici
Espèce
Statut de conservation UICN

 LC  : Préoccupation mineure
La Niverolle de Henri (Montifringilla henrici) est une espèce d'oiseaux de la famille des Passeridae, vivant en haute altitude dans l'est du plateau tibétain. Elle est considérée par certains auteurs comme une sous-espèce de la Niverolle alpine (Montifringilla nivalis) qui vit en Europe et en Asie. Elle a d'abord été désignée sous le nom de Eurhinospiza Henrici (protonyme).
Certains auteurs pensent qu'elle forme un complexe d'espèces avec Montifringilla nivalis et Montifringilla adamsi.